# Palacz (postać)
Palacz właśc. Carl Gerhard Busch Spender (ang. Cigarette Smoking Man, The Smoking Man, Cancer Man, CSM, C-Man) (ur. najprawdopodobniej 20 sierpnia 1940 w Baton Rouge) – postać fikcyjna z serialu Z Archiwum X produkcji amerykańskiej stacji Fox. Jest głównym antagonistą agenta specjalnego FBI Foxa Muldera i jak okazuje się później, jego biologicznym ojcem. Jako klasyczny czarny charakter nosi wiele przydomków, a ten najczęściej używany zawdzięcza nieustannemu paleniu papierosów marki Morley.

## Opis postaci
Chociaż w całej pierwszej serii serialu wypowiada zaledwie cztery słyszalne słowa, wystarcza to, aby Palacz wyrósł na głównego wroga bohaterów. Podczas jego wczesnych wystąpień widywany bywał w biurze szefa wydziału Scotta Blevinsa i zastępcy dyrektora Waltera Skinnera, przełożonych Muldera i jego partnerki Dany Scully. Człowiek obdarzony wielką władzą i możliwościami, pracujący dla tajemniczej znanej tylko z nazwy organizacji Syndykat – powiązanej z rządem konspiracji, która ukrywa prawdę o istnieniu istot pozaziemskich oraz ich planu kolonizacji Ziemi. Jego pozycja pozostaje zachowana, nawet po zniszczeniu większej części członków Syndykatu.
Jego nazwisko (lub pseudonim) zostało ujawnione w 11. odcinku szóstego sezonu i brzmi C. G.B. Spender. Urodził się 27 sierpnia 1940 roku. Ojciec był radzieckim agentem i został rozstrzelany, gdy Palacz był jeszcze niemowlęciem, zaś matka zmarła na raka płuc niedługo później. Wychowywał się w sierocińcu. W 1962 roku służył w Armii Stanów Zjednoczonych wspólnie z Billem Mulderem, mając stopień kapitana. Był zamieszany w trening Kubańczyków w Zatoce Świń oraz w zabójstwa: Johna F. Kennedy’ego i Martina Luthera Kinga. Ma związki z Wywiadem i Departamentem Obrony. Jest członkiem grupy zwanej Syndykatem – rządowej tajnej organizacji, która zna całą prawdę w lądowaniu Obcych na Ziemi oraz o porwaniach.
W 1961 roku miał krótkotrwały romans z żoną swojego kolegi, Billa Muldera, Teeną, czego owocem był syn – Fox Mulder. Później jego żoną była Cassandra Spender, kobieta wielokrotnie porywana przez kosmitów. Z tego związku również ma syna – agenta FBI Jeffreya Spendera. Palacz zostawił rodzinę, gdy Jeffrey miał 12 lat. Z przekonania jest ateistą.
W finałowym odcinku dziewiątego sezonu został zaatakowany rakietami wystrzelonymi przez czarne helikoptery, które ścigały Muldera i Scully. Przez 14 lat przypuszczano, że nie żyje, jednakże pojawił się ponownie pod koniec pierwszego odcinka miniserii „Z archiwum X”, wypowiadając kwestię, że Archiwum X zostało ponownie otwarte.

## Odbiór postaci
Postać Palacza stworzona została przez kanadyjskiego aktora Williama Bruce’a Davisa. Kiedy aktor otrzymywał angaż do tej roli po raz pierwszy, przewidziana była ona jedynie jako gościnny występ na potrzeby odcinka pilotowego serialu, uzupełniający go w dodatkowy wątek. Podczas pierwszego sezonu Palacz pojawiał się na ekranie na krótki okres, w miarę rozwoju serialu coraz częściej. Davis nigdy nie otrzymał nagrody indywidualnej za odegranie czarnego charakteru w Z Archiwum X, lecz nominowany był do nagród zespołowych.